# Héraðsflói

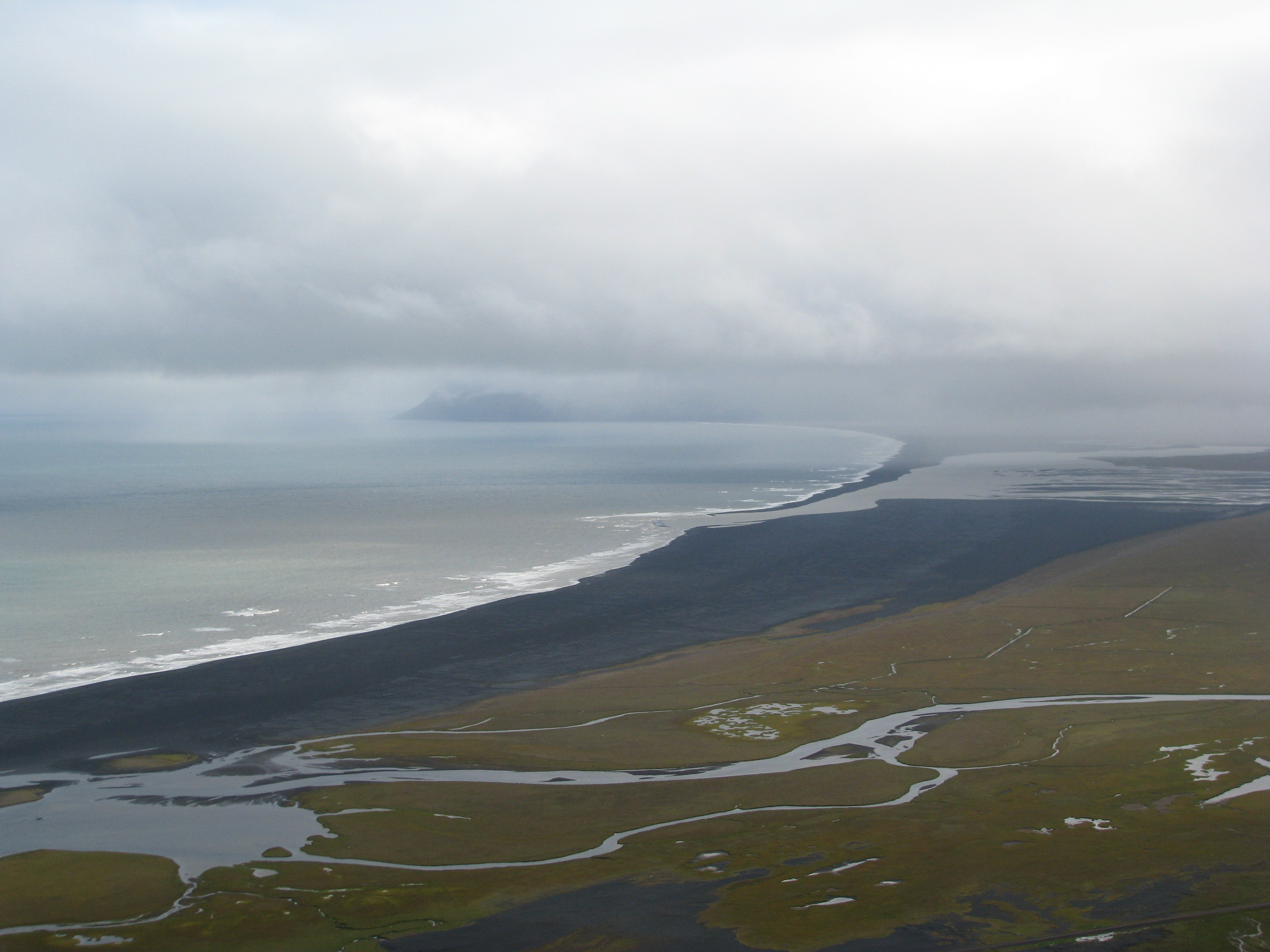
Czarna plaża nad zatoką Héradsflói

Héraðsflói – duża islandzka zatoka we wschodniej części wyspy.
Zatokę zasilają dwie rzeki: Lagarfljót oraz Jökulsá á Dal. Nad zatoką nie leży żadna większa miejscowość.